# Света Богородица Лихенска
„Света Богородица Лихенска“ (на полски: Bazylika Matki Bożej Bolesnej Królowej Polski) е римскокатолическа базилика в Лихен Стари, Полша, част от Вроцлавска епархия на Католическата църква. Намира се в района на Марииното светилище, който е важен религиозен католически център в страната. Сградата е построена в чест на виденията на Томаш Клосовски (през 1813 г.) и Миколай Шикатка (през 1850 – 1852 г.)

## Видението
Войникът Томаш Косовски през 1813 г. участва в Битката на народите при Лайпциг. Ранен смъртоносно на бойното поле, той започва горещо да се моли на Дева Мария. Скоро му се явява красива жена с корона на главата, в рокля с цвят маджента и златно наметало, върху което личат символите на Страстите Христови (трънен венец, камшици, гвоздеи, копие), с изобразен бял орел на гърдите. Когато се приближава, той разпознава Божията Майка. Мария му обещава, че той ще се завърне у дома. Поръчва му, след като се върне, да търси и открие неин образ, който вярно я изобразява. Тя му поръчва, когато намери изображението, да го постави на видно място.
Клосовски оцелява, завръща се в родината си, в село близо до Лихен Стари. Започва да се изхранва като ковач. Пътува на много места в продължение на 23 години, търсейки изображение на Дева Мария. Накрая, през 1836 г. отива на поклонение в Ченстохова. Завръщайки се у дома в село Лгота, забелязва икона изобразяваща Дева Мария такава, каквато я е видял по време на видението си. С разрешение на собственика я взема и прибира у дома си. Иконата е малка, с размери само 9,5 на 15,5 cm. След тежко заболяване през 1844 г. той поставя иконата на дърво в Громблинска гора. През 1848 г. Томаш Клосовски умира.
Пастирът Миколай Шикатка често се моли под иконата. Дева Мария му предсказва възраждането на Полша, епидемии от холера и други събития. През 1852 г. епидемия от холера избухва в Европа. Тогава хората си припомнят за виденията и култът към лихенската икона се засилва. Иконата е смятана за харизматична и чудотворна.

## Образът на Дева Мария
Иконата е копие на образа на Дева Мария от Рокитно Велкополске. Рисувана е през втората половина на ХVIII век. Неизвестен по име художник е нарисувал изпълнена с тъга, скърбяща Богородица върху тънка дъска от лиственица. Полупритворените, наведени очи придават меланхолични израз на младото и нежно лице с перлено-розов тен.

## История
Базиликата е създадена по инициатива на Фр. Еугенюш Макулски, по проекта на Барбара Белецка. Създаването на храма се финансира от дарения на поклонници. Строежът се ръководи от Ришард Войдак и Марек Кин. Строежът продължава от 1994 до 2004 г.

## Описание
Монументалната петкорабна базилика с централен купол е построена по кръстовиден план. Състои се от основна част, камбанария, кула и три огромни портици. В църквата е монтирана група от органи (със 157 гласа), която е най-голямата в Полша и тринадесета в света.
Най-голямата кула на Лихенската базилика е висока 141 m.
Тридесет и трите стъпала на църквата символизират годините на живота на Христос. Храмът има 365 прозорци, символизиращи броя на дните в годината, и 52 врати, символизиращи броя на седмиците. 12 колони символизират дванадесетте апостоли.
В днешно време това е най-голямата църква в Полша и една от най-големите в света. На площада пред базиликата може да се съберат около 250 000 души.